# GPR82
GPR82, G protein-spregnuti receptor 82, je protein koji je kod čoveka kodiran GPR82 genom.
G protein spregnuti receptori sadrže sedam transmembranskih domena i prenose ekstracelularne signale putem heterotrimernih G proteina.

## Literatura
1. ↑  Lee DK, Nguyen T, Lynch KR, Cheng R, Vanti WB, Arkhitko O, Lewis T, Evans JF, George SR, O'Dowd BF (2001). „Discovery and mapping of ten novel G protein-coupled receptor genes”. Gene. 275 (1): 83—91. PMID 11574155. doi:10.1016/S0378-1119(01)00651-5.
2. ↑  „Entrez Gene: GPR82 G protein-coupled receptor 82”. PMID 27197.
3. ↑  „Entrez Gene: GPR82 G protein-coupled receptor 82”. PMID 27197. Недостаје или је празан параметар |url= (помоћ)

## Dodatna literatura
- Takeda S; Kadowaki S; Haga T;  . (2002). „Identification of G protein-coupled receptor genes from the human genome sequence.”. FEBS Lett. 520 (1-3): 97—101. PMID 12044878. doi:10.1016/S0014-5793(02)02775-8.
- Strausberg RL; Feingold EA; Grouse LH;  . (2003). „Generation and initial analysis of more than 15,000 full-length human and mouse cDNA sequences.”. Proc. Natl. Acad. Sci. U.S.A. 99 (26): 16899—903. PMC 139241 . PMID 12477932. doi:10.1073/pnas.242603899.
- Gerhard DS; Wagner L; Feingold EA;  . (2004). „The status, quality, and expansion of the NIH full-length cDNA project: the Mammalian Gene Collection (MGC).”. Genome Res. 14 (10B): 2121—7. PMC 528928 . PMID 15489334. doi:10.1101/gr.2596504.